# Cathine
Pour l'alcaloïde présent dans les plantes telles que le café et le thé, voir Caféine.
La cathine est un composé chimique organique alcaloïde de type phényléthylamine. 
Elle est présente à l'état naturel dans l'arbuste Catha edulis (khat) où elle est le principal produit de dégradation de la cathinone.